# Tupi-Kawahib
Tupi-Kawahíb (Kagwahiva, Kagwahiv, Kawaib), zbirno ime nizu manjih skupina Tupí Indijanaca nastanjenih u području brazilske države Rondônia, poglavito uz rijeku Machado. Tupi-Kawahib podrijetlo vuku od starog plemena Cabahyba koje se raspalo napadima drugog Tupian plemena, Mundurucu Indijanaca, pa su se podijelili na skupine Tupi-Kawahiba ili Cawahíb i Parintintin, smatra Levi-Strauss, ali moguće i na ostale grupe koje sebe nazivaju imenom Cavahiba, Cabaiba, Cabahiba, Kawahib, Kagwahív, koja u njihovom jeziku znači mi ili nas, to su: Amondawa (Amundáwa), Diahói (Jahói), Júma, Karipuna, Parintintin, Tukumanféd, Morerebi, Apiaká, Uru-Eu-Wau-Wau.  Unutar Tupi-Kawahiba (govore tenyarín, tenharim) nalazimo niz lokalnih skupina koje govore srodnim dijalektima, na žalost neke skupine su nestale prije nego što se uspjelo doći s njima u bliži kontakt, a takva je bila i skupina s Igarape de Itapici. Podatke što znanost ima o Tupi-Kawahibima, zahvaljuje francuskom znanstveniku Claude Lévi-Straussu, koji dolaze u kontakt s nekim skupinama, navodi njihova imena i piše o njihovom načinu života.
Kod pravih Tupi-Kawahiba nalazimo različite lokalne skupine koje sebe poglavito nazivaju različitim varijantama imenea Kawahib: Kagwahiva, Kagwahibm, Kagwahiv, Kawahip, Kavahiva, Kawaib, Kagwahiph. 
- Amundáwa,
- Boca Negra (?)
- Diahói
- Ipotuát ili Ipotewát
- Jabutiféd (Yabutiféd)
- Júma,
- Karipuna Jaci Paraná
- Mialat (Mialát)
- Morerebi (?)
- Paranawat (Paranauat),
- Parintintín, također porijeklom od starih kawahiba (Cabahiba)
- Pawaté,
- Takwatíb
- Tukumanféd
- Tenharim
- Uru-Eu-Wau-Wau
- Wiraféd (Uirafed),

## Etnografija
Tupi-Kawahíbi su tipični stanovnici kišne šume podijeljeni na niz manjih skupina koje se bave lovom i sakupljanjem. Odjeća Tupi-Kawahiba je oskudna, kod muškaraca se sastoji od konične navlake za ud, jednostavnijim, nego što je dekorirani bá Orarimugudoge Indijanaca iz područja Pantanala. -Kod žena se javlja pamučna pregača i jako stegnute vrpce oko podlaktica i nožnih listova, ogrlice od zubi tapira ili pločice od srndaćevih kostiju. Obraze tetoviraju sokom od genipea, od ušne šupljine do spoja usnica, naglašena s četiri vodoravne linije, jedna iznad druge, svaka odozdo urešena resicom od malih lukova. Kosu žene uglavnom nose kratku, začešljanu gustim češljem od drvenih štapića, povezanih pamučnim koncem. 
O kućama
Tupi-Kawahibe otkriva istraživač i geograf, Brazilac Cândido Mariano da Silva Rondon rođen (1865 - 1958) u Mato Grossu. Rondon pacifizira cijeli niz plemena, od kojih su najpoznatiji Boróro, Paranawát, Urumí, Arikén, Rama-Rama, Urubu, Parintintin, Xavante i drugi. Rondon na Igarape do Leitâo (potok prasećeg mlijeka), otkriva skupinu Takwatip ('one od bambusa'), čiji je poglavica bio Abaitara, i još nekoliko skupina. Ove skupine Kawahiba općenito žive u jednom selu i imaju granicama određena lovišta koja se ljubomorno čuvaju. Kuće su im u vrijeme dolaska Rondona već bile kvadratnog oblika, s visokim krovom na dva nagiba. U unutrašnjosti su jedini namještaj viseći ležaji (hamak), izrađeni od pamučne pređe. posuđe se sastoji od zemljanih lonaca i tikava, nadalje drvene stupe, strugače za manioku i zdjela za sušenje kukuruzne i maniokove jezgre, vretena, pletena sita.
Luk je dug otprilike 1,70 m., a strelica ima nekoliko tipova:
strelice za lov s kopljastim vršcima od bambusa; drugi tip je za rat, sa zupčastim vrškom poput pile i za ribolov s više vršaka.
Od glazbenih instrumenata Tupi-Kawahibi su poznavali (Lévi-Strauss) panovu frulu s trinaest cijevi i flažolete s četiri rupe.
O imenima -Indijanci Mialat i Takwatíp
Tupi-Kawahibi pokazuju svoje srodstvo sa starim Tupijima i u mnogim običajima, kao i u materijalnoj kulturi. Putnici koji su u 16. stoljeću susretali Tupije govore o običajima da ime nije tajno, kao što ga pred nepoznatima sakrivaju Nambikwara Indijanci. Stari Tupi su zato mijenjali svoje svaki puta kada bi ubili neprijatelja. Isto kod Tupi-Kawahiba nalazi i Lévi-Strauss, koji spominje izvjesnog Tupi-Kawahiba pod imenom Karamua, koji se zove i Janaku, razlog promijene imena je što je ubio neprijatelja. Ime se mijenja i kod prijelaza iz uzrasta u uzrast, tako iz djetinjeg doba u dječačko, paiz dječačkog u zrelo doba. Skupine Tupi-Kawahiba svoja imena, izvode iz jednog korijena, poželjno je da taj naziv može donesti sreću. Lévi-Strauss ovdje osobna imena izučava na Mialat Indijancima, 'onima od vepra', koji su se ženili s Paranawatima i Takwatipima, i pripadnicima još nekih drugih skupina. Kod Indijanaca Takwatip ime se izvodilo iz eponima: Takwame, Takwarume, Takwari, Walera i Karamua. 
Žene svoja imena dobivaju po pticama, ribama i voću, ako je njezin muž ubio nekog protivnika, onda i ona zajedno s njime mora promijeniti svoje ime.
Mnogoženstvo
Tupi-Kawahibi su poligamni, a najviše prava na žene u skupini uzima si poglavica, koji ima po nekoliko žena. 
Duhan i piće kaui
Svoje srodstvo sa starim Tupijima Tupi-Kawahibi pokazuju i u običaju izrade nekog pića što se proizvodi od chiche kukuruza, koje nastaje fermentacijom kukuruza kojeg žene žvaču i pljuju u posebne posude. Fermentaciju je izazivala slina žene. ovo piće Tupi su nazivali cahuin, a Tupi-Kawahibi ga nazivaju kaui. Kod starih Tupija, pišu putnici iz 16. stoljeća, posude za držanje cahuina bile su visoke poput čovjeka. Indijanci se koriste svakom prilikom da bi se počastili kauijem, a sanjom se ponudi i gost.
Duhan je u većini slučajeva kod Indijanaca jedna od najpoštovanijih kultura i svetih biljaka. Kod sjevernoameričkih Takelma iz Oregona, duhan je jedina biljka koju su uzgojili. kod Indijanaca Northern Arapaho, kaže John G. Carter,  Flat Pipe u religiji zauzima mjesto čak iznad Sunca. Ipak ima iznimaka i kod Indijanaca, Tupi-Kawahibi se veoma rasrde kada ugledaju pušače i otimaju im cigarete iz usta i gaze ih, nazivajući ga pogrdnim imenima (ianeapit). Oni i Parintintini, drugo pleme nastalo raspadom starih Cabahiba, duhan niti uzgajaju, niti ga troše. Naziv za njega imaju, a to je tabak, ista riječ koju su koristili Indijanci na Antilima, i koji je možda porijeklom iz karipskog jezika, i koji se očuvao u nekim indoeuropskim nazivima. 
Nim
Kulturne veze sa starim Tupijima kod Tupi-Kawahiba nalazimo i u još jednoj napravi poznatoj kao nim.  Nim je naprava izrađena od zašiljenog bambusa zabijenog u zemlju i zamaskiranog listom, koje se postavljaju po skrivenim indijanskim stazama koje vode u selo, kako bi na njega nagazila noga neželjenog gosta, odnosno neprijatelja. Tod Tupi-Kawahiba, ova primitivna ali opasna indijanska 'mina', poznata je pod imenom nim. Imali su je i stari Tupi, ali je bila znatno veća.

## Vanjske poveznice
- Tristes Tropiques